# 1997년 팬아랍 게임
1997년 팬아랍 게임은 1997년 7월 12일부터 7월 27일까지 레바논 공화국의 베이루트에서 열린 대회이다. 19개 국가에서 온 3253명의 선수들이 참가하였으며, 경기종목수는 22종목이었다.
개최국 레바논은 1957년 팬아랍 게임을 개최한 지 40년 만에 열게 된 대회였으며, 베이루트 스포츠시티에서 진행된 개막식에는 5만 명의 관중이 모이기도 했다.

## 메달 집계
| 순위 | 국가           | 금메달 | 은메달 | 동메달 | 합계 |
| ---- | -------------- | ------ | ------ | ------ | ---- |
| 1    | 이집트         | 93     | 56     | 38     | 187  |
| 2    | 알제리         | 43     | 46     | 43     | 132  |
| 3    | 시리아         | 18     | 29     | 34     | 81   |
| 4    | 모로코         | 18     | 15     | 16     | 49   |
| 5    | 요르단         | 10     | 8      | 23     | 41   |
| 6    | 레바논         | 9      | 15     | 52     | 76   |
| 7    | 튀니지         | 9      | 12     | 26     | 47   |
| 8    | 카타르         | 9      | 6      | 2      | 17   |
| 9    | 사우디아라비아 | 6      | 12     | 21     | 39   |
| 10   | 쿠웨이트       | 1      | 13     | 23     | 37   |
| 11   | 오만           | 1      | 1      | 1      | 3    |
| 12   | 수단           | 0      | 1      | 3      | 4    |
| 13   | 리비아         | 0      | 1      | 2      | 3    |
| 14   | 아랍에미리트   | 0      | 1      | 1      | 2    |
| 15   | 예멘           | 0      | 1      | 0      | 1    |
| 16   | 팔레스타인     | 0      | 0      | 5      | 5    |
| 17   | 바레인         | 0      | 0      | 1      | 1    |
| 18   | 모리타니       | 0      | 0      | 0      | 0    |